# Malý Buk
Malý Buk (německy Kleiner Buchberg) je zalesněný znělcový vrch (713 m n. m.) na severu České republiky, v Lužických horách, v Klíčské hornatině, v okrese Děčín, asi 2 km jihovýchodně od obce Kytlice.
Za západním úpatí kopce je naleziště chráněného šafránu.